# Piña colada
Piña colada é um cocktail doce feito com rum, leite de coco e sumo de ananás. É servido geralmente batido ou mexido com gelo. É originário da ilha de Porto Rico. O seu nome, Piña colada, pode ser traduzido como "ananás coado".

## Composição
As receitas variam, algumas incluem rum, sumo de ananás, leite de coco, gelo, e creme de leite, enquanto outras substituem o rum pelo amaretto.